# المدينة (ثنائي)
المدينة هو تشكيل ثنائي هيب هوب سويدي مع تأثيرات عربية مكون من فنانين سويديين من أصل تونسي-فنلندي، سام-إي (سامي دانيال الركيك)، لاعب كرة قدم محترف سابق في تونس وعليبي (علي جمالي).

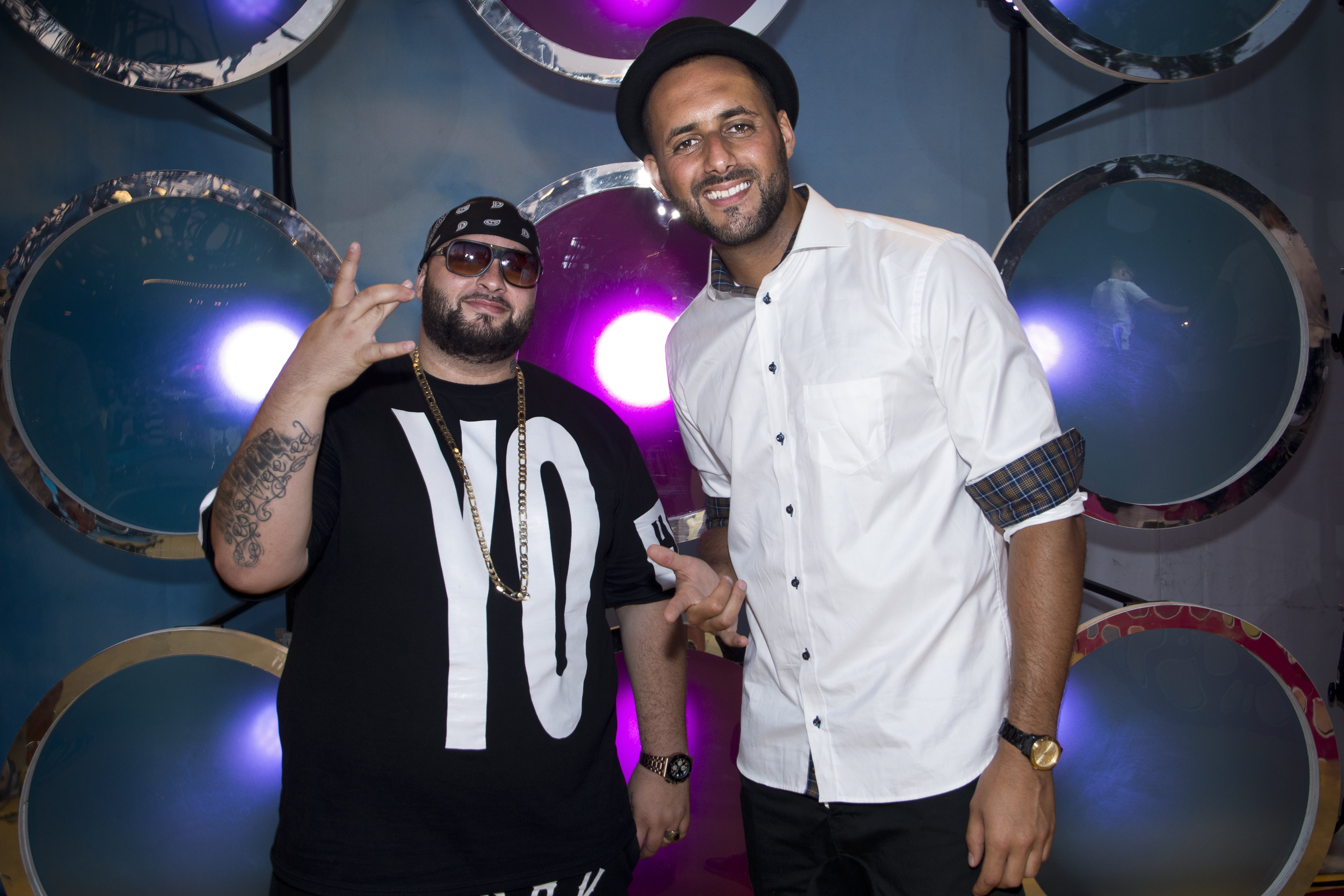
ثنائي المدينة 2014.

الثنائي يؤدي في Melodifestivalen 2022.

## روابط خارجية
- الموقع الرسمي